# Love: Part Two
| Оценки критиков | Оценки критиков |
| Источник        | Оценка          |
| --------------- | --------------- |
| AllMusic        | [ 1 ]           |
| Spin            | 5/10            |
| Sputnikmusic    | 3/5             |
| The A.V. Club   | B               |
| Rolling Stone   | [ 5 ]           |

Love: Part Two — четвёртый студийный альбом американской альтернативной рок-группы Angels & Airwaves, выпущенный 11 ноября 2011 года на собственном лейбле To the Stars Records. Следующий за альбомом Love, выпуск четвертого альбома совпал с выходом фильма, в котором содержалась музыка из альбома.

## Об альбоме

### Производство
Фронтмен группы Том ДеЛонг подтвердил, что второй студийный альбом проекта Love вместе с фильмом Love готовится к выпуску в ноябре 2011 года после нескольких задержек в 2010 году. Он также сказал, что альбом будет назваться Love: Part Two и будет включать 45 минут дополнительной музыки. 9 апреля 2011 года через Modcam ДеЛонг подтвердил, что альбом будет выпущен 1 ноября 2011 года. Он описал альбом, как более хороший, чем его первая часть, а также подтвердил в онлайн-чате, что планируется бокс-сет с двумя альбомами Love и DVD с фильмом. Тур в поддержку Love II состоится весной 2012 года.
Премьера первого сингла из альбома, «Anxiety», состоялась 10 августа 2011 года. 11 августа клип на песню «Anxiety» был размещен на YouTube. 31 октября 2011 года был выпущен второй сингл, «Surrender». Это был последний альбом группы для барабанщика Адама «Атома» Уилларда, который покинул группу ещё до выпуска альбома, и инженера и «пятого участника» Джеффа Ньюэлла, который умер накануне Нового Года 2011. Они оба работали над последними четырьмя альбомами.

### Приём
Музыкальный сайт Alter The Press! наградил альбом 4 звездами из 5, комментируя это как «долгожданное пополнение дискографии Angels and Airwaves», и добавил, что «это твёрдый, запоминающийся и инновационный альбом». Альбом попал в Billboard 200 на 30 место с 16000 проданных экземпляров.

## Список композиций
Все тексты написаны Томом Де Лонгом, вся музыка написана Angels & Airwaves.
| №                   | Название                     | Длительность |
| ------------------- | ---------------------------- | ------------ |
| 1.                  | «Saturday Love»              | 4:21         |
| 2.                  | «Surrender»                  | 4:30         |
| 3.                  | «Anxiety»                    | 5:03         |
| 4.                  | «My Heroine (It's Not Over)» | 3:45         |
| 5.                  | «Moon as My Witness»         | 4:14         |
| 6.                  | «Dry Your Eyes»              | 5:00         |
| 7.                  | «The Revelator»              | 4:52         |
| 8.                  | «One Last Thing»             | 2:54         |
| 9.                  | «Inertia»                    | 4:30         |
| 10.                 | «Behold a Pale Horse»        | 4:04         |
| 11.                 | «All That We Are»            | 5:36         |
| Общая длительность: | Общая длительность:          | 48:43        |